# S&W M10
S&W M10は、スミス&ウェッソン（S&W）社が開発した回転式拳銃。1899年の発売当初はミリタリー&ポリス（英語: Military & Police）と称されており、1957年にモデル・ナンバー制度が導入されたあとでも、通称として用いられている。

## 設計
本銃は、S&W社の.38口径リボルバーのメインストリームとして、順次に改良を重ねつつ、19世紀から21世紀という長期にわたって多数が生産されている。いずれもKフレームに基づいて設計され、シリンダーは1.56インチ (40 mm)長の6連発、トリガーメカニズムはシングルアクションとダブルアクションの両用である。
2インチモデルはS&W M36に形がよく似ているが、M36が一回り小さい小型のJフレームを使用に対しKフレームを使用する“兄貴分”だけにM10の方が一回り大きく、装弾数も1発多い。

### 1899年式

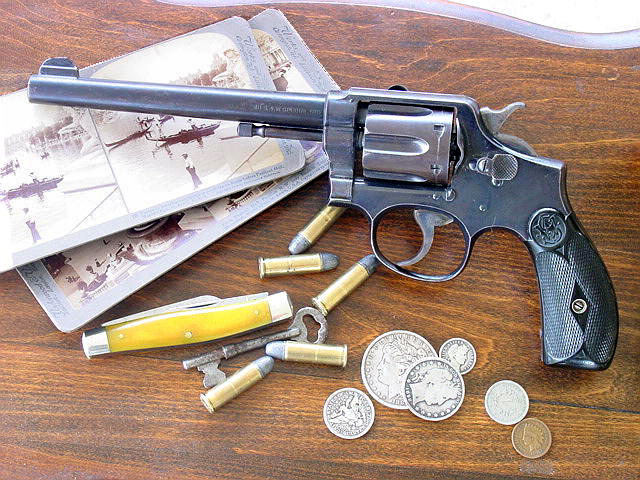
1899年式

1899年から1902年まで生産されていた最初期モデル。使用弾薬は.38スペシャル弾のほか、アメリカ軍制式の.38ロングコルト弾もラインナップされていた。バレル長は4インチ、5インチ、6インチおよび6.5インチがラインナップされていた。バレル左側面には"38 S&W Special CTG & U.S. Service CTG"（38S&Wスペシャル弾及び合衆国官給弾）と刻印されていた。構造は4スクリューモデルであるが、これはKフレームリボルバーに5本目のスクリューが追加される以前のモデルであるためである。表面処理はブルーフィニッシュまたはニッケルフィニッシュであった。3年間に約21,000丁が生産された。

### 1902年式
1902年から1904年まで生産されていた第2期モデル。使用弾薬は.38スペシャル弾とされた。バレル底部にロッキングラグが追加されたほか、エキストラクターロッドが大径化されている。バレル長およびバレルの刻印、スクリュータイプは1899年式と同様である。0.265インチ (6.7 mm)のスムース・トリガー、0.260インチ (6.6 mm)のチェック入りハンマーが採用されていた。
1903年に小改正が行われており、改正以前に12,827丁、以降に28,645丁が生産された。

### 1905年式

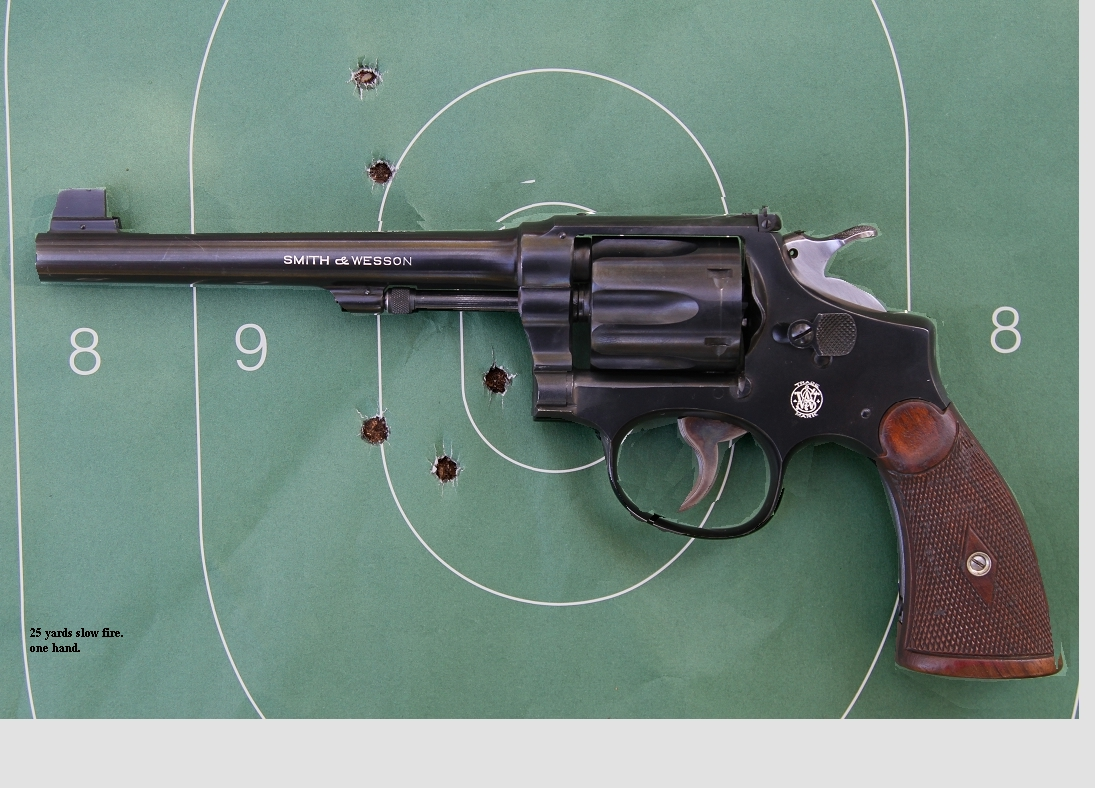
1905年式 (射撃競技用)

1905年から1942年まで生産されていた第3期モデル。用心鉄のスクリューが追加されたことで5スクリュータイプとなった。バレル長は1899年式・1902年式と同様である。細部に応じて4種類のサブタイプがあり、1915年以降の生産型では、スムース・トリガーのほかにセレーション入りトリガーも生産された。またハンマーは0.265インチ (6.7 mm)のチェック入りのものが用いられている。各型合計で926,747丁が生産された。

### ビクトリーモデル

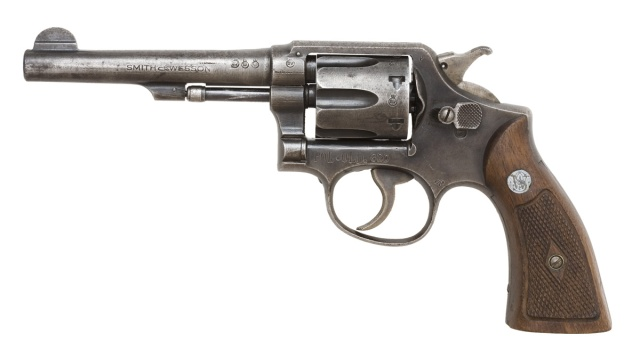
ビクトリーモデル

1942年から1945年まで生産されていた戦時量産モデル。銃身長は4インチ、グリップはスクエアバット型で、底面にランヤードリングが付されている。表面処理はつや消しされたブルーフィニッシュまたはブラックマジック（パーカライジングに似た処理）であった。
戦中に、甲板上への落下に起因する暴発事故が発生し、水兵1名が死亡したことから、アメリカ海軍の要請により、ハンマーブロック機構の強化改良が行われた。1944年9月にスライドアクション・ハンマーブロックが開発され、これは本銃を含めて、現在に至るまでに生産された同社のリボルバーの全てに採用されている。また開発以前の生産型も、約40,000丁が工場に後送されて同機構を組み込む改修を受けた。改修済のモデルは、シリアルナンバー側のグリップに"S"、反対側に"s"の文字が刻印されている。
第2次世界大戦に伴い、計242,291丁が生産された。

### 戦後版

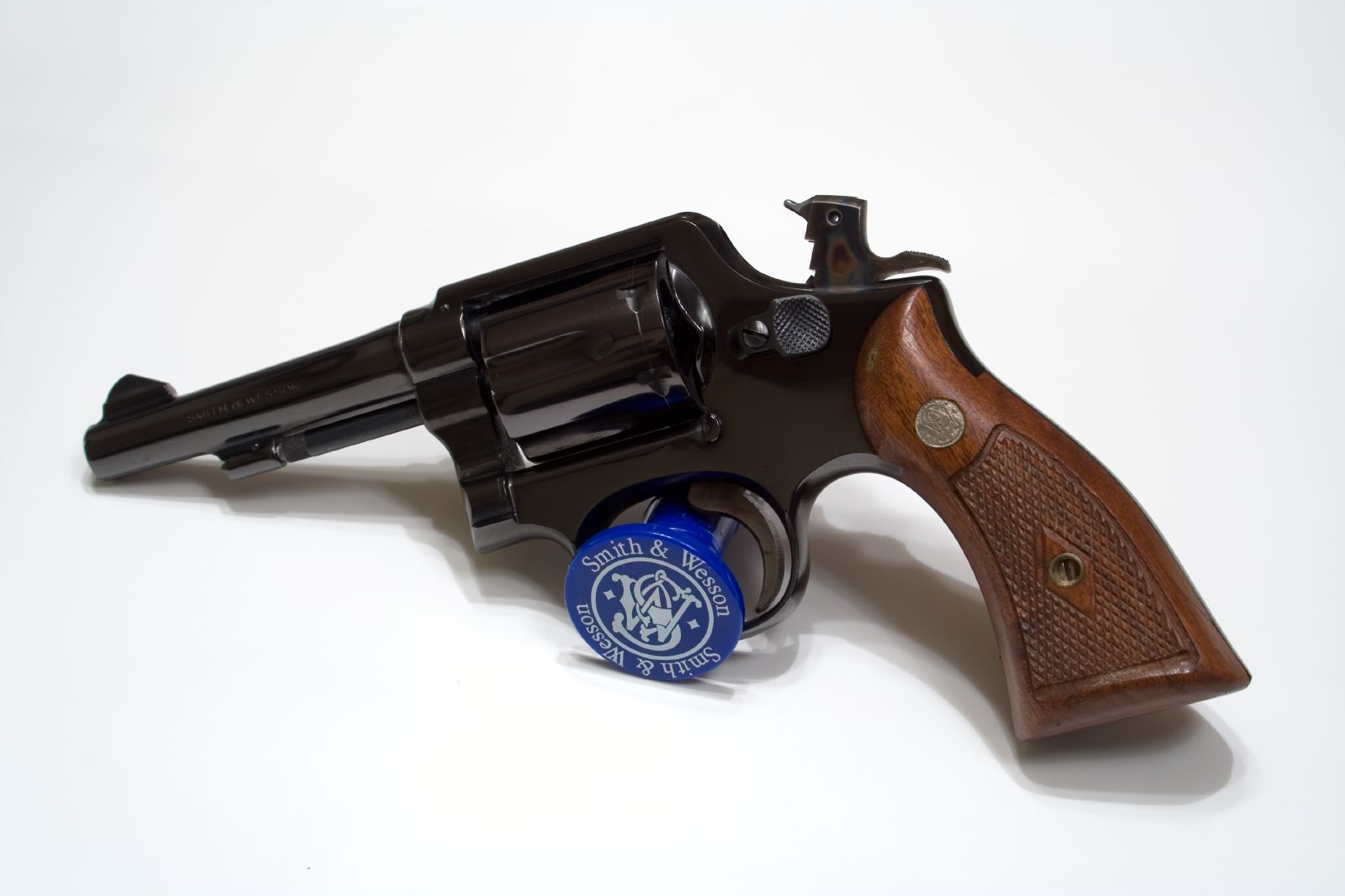
戦後モデル

1946年から生産された戦後モデル。1957年にはM10というモデルナンバーが付与されており、それ以前の生産型はpre-M10と通称される。
銃身長は、従来と同様の4インチ、5インチ、6インチがラインナップされたほか、6.5インチが外されたかわりに、2インチのスナブノーズ版が追加された。3インチ長も受注生産とされており、1980年代ないし1990年代には公式カタログにもラインナップされるようになった。また2.5インチ長も、やはり受注生産とされていた。
当初は、ハンマーは0.265インチ (6.7 mm)のチェック入り、トリガーも0.265インチ (6.7 mm)のセレーション入りのものであった。後期生産型では、0.312インチ (7.9 mm)のサービス・ハンマー、0.312インチ (7.9 mm)のスムースなコンバット・トリガーが採用された。また1948年には撃発機構が改良され、これは現在に至るまで踏襲されている。

## 派生型

### 素材による差異
M10は素材が炭素鋼であるのに対し、異なる素材で製造されたバリエーションも存在する。

#### アルミニウム製

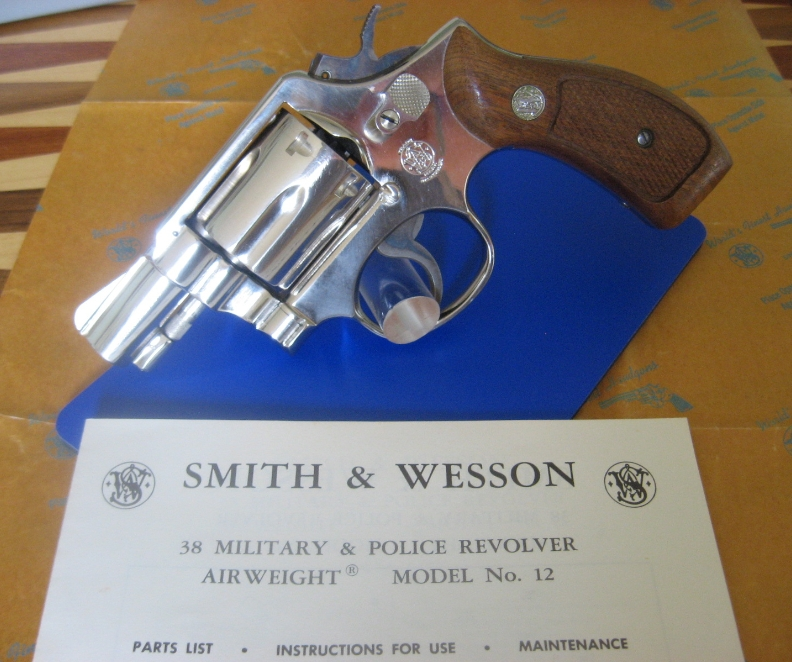
1976年製 M12 2インチモデル

M10をベースに素材をアルミニウム合金に変更したモデルは、モデルナンバーはM12、愛称はミリタリー&ポリス・エアウェイト（Military & Police Airweight）とされた。
1952年から1986年まで製造されており、当初は全面的に合金製とされていたが、後に強度面の問題からシリンダーのみ炭素鋼製に変更された。2インチ銃身モデルの場合、全合金製では重量14.5 oz (410 g)であったところ、シリンダーを炭素鋼製としたものでは18 oz (510 g)に増加している。

#### ステンレス製

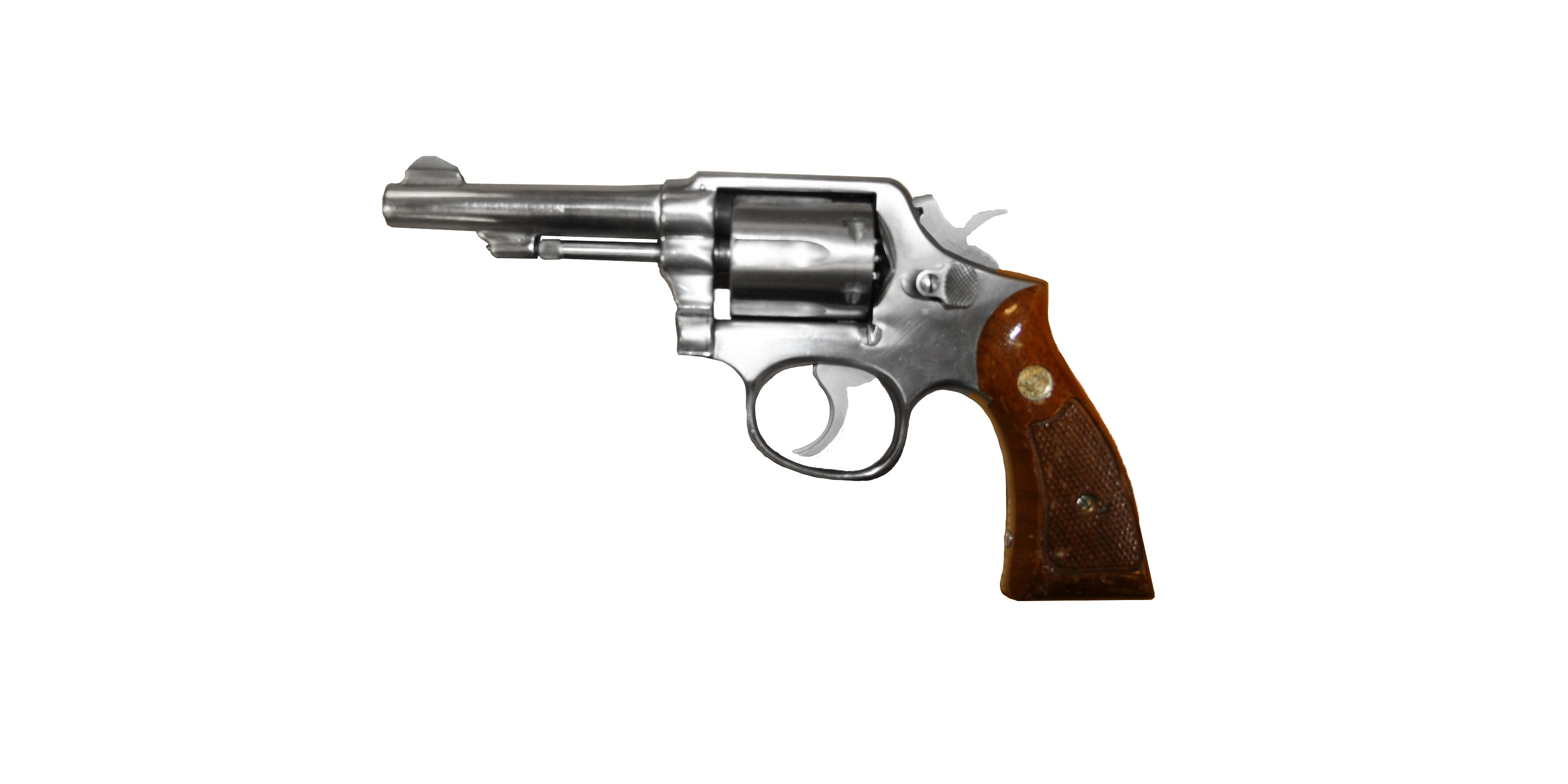
M64 4インチモデル

M10をベースに素材をステンレス鋼に変更したモデルは、モデルナンバーはM64、愛称はミリタリー&ポリス・ステンレス（Military & Police Stainless）とされた。
製造は1970年より開始されたが、当初は4インチのテーパード・バレルが用いられていたのに対し、1972年にヘビーバレル版が導入され、1973年からはこちらのみが製作されるようになった。1987年には、M36のステンレス版であるM60とともにニューヨーク市警察に採用されており、その要望を入れた特注モデルとしてM64 NY-1が製作された。

### 射撃競技用モデル
ミリタリー&ポリスをベースとした射撃競技用モデルも製作された。

#### .38スペシャル

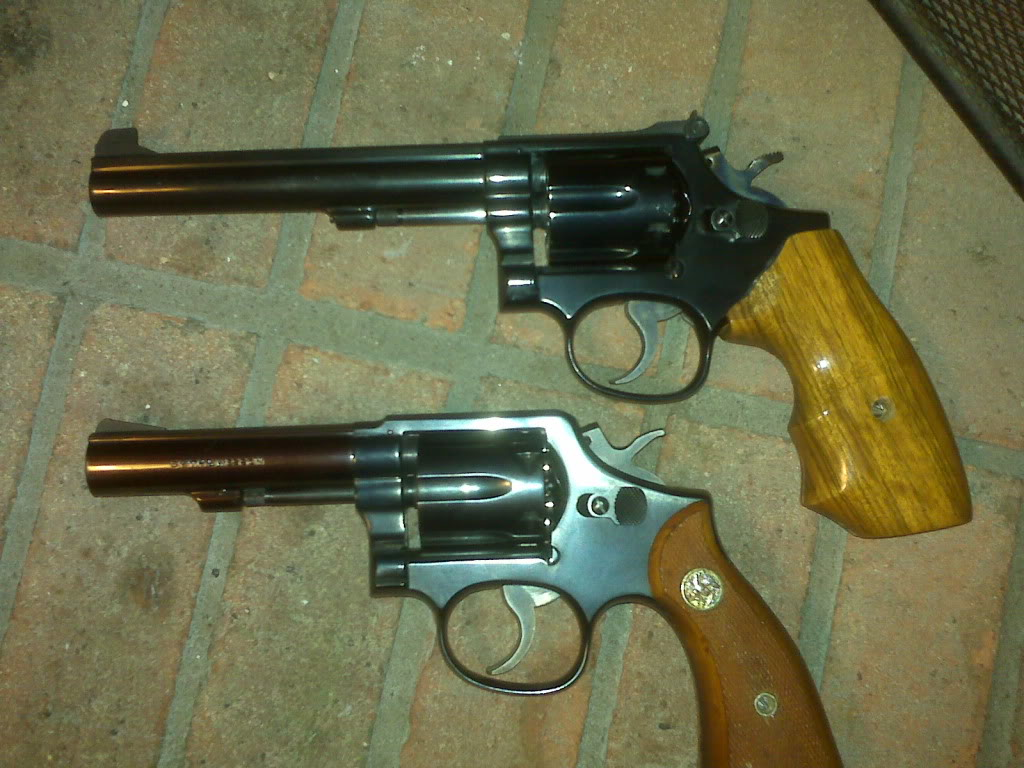
ベースになったM10(下)と射撃競技用のM14(上)

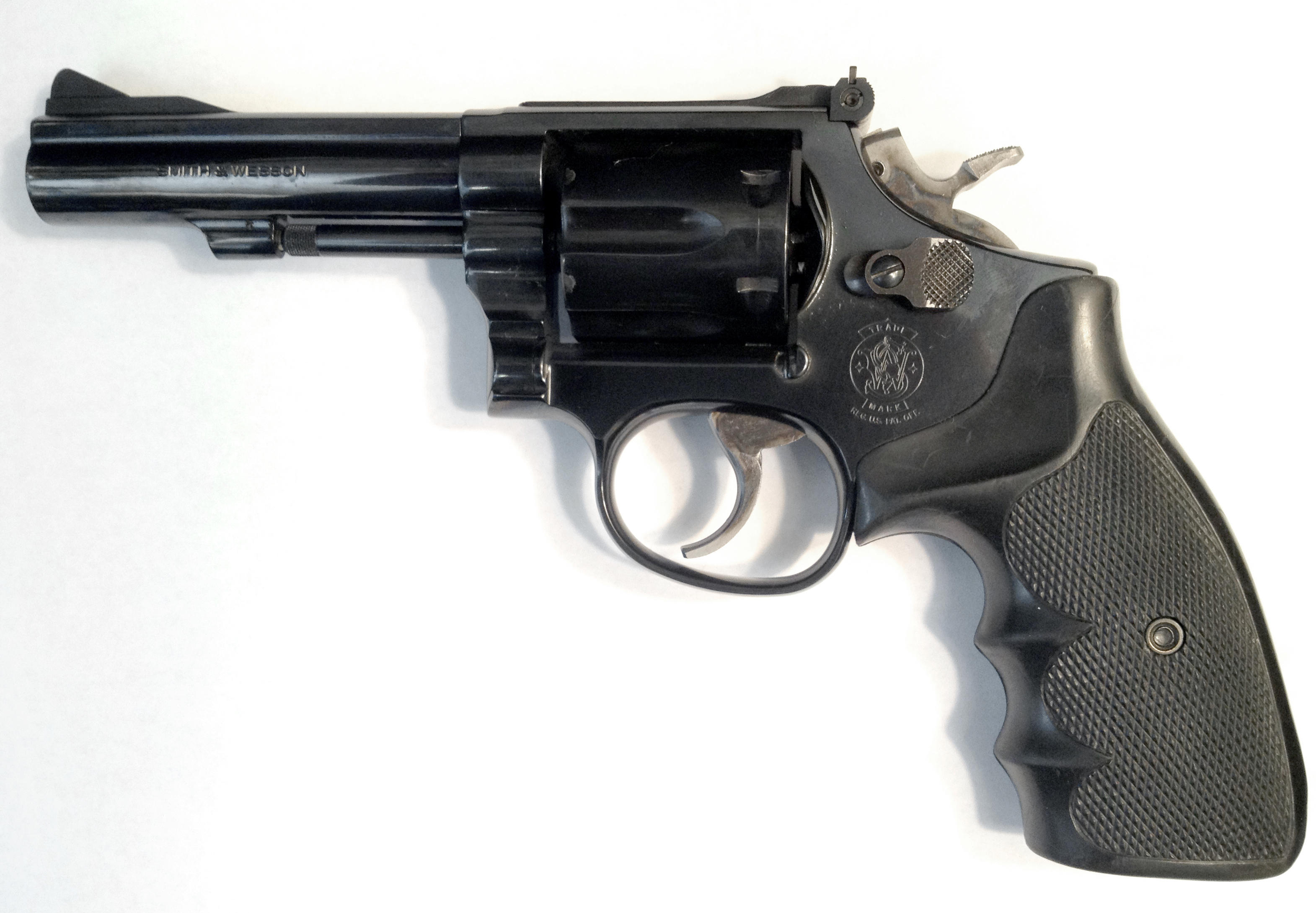
射撃競技用のM15

まず1947年から製造されたのがK-38 ターゲット・マスターピース（Target Masterpiece）で、1957年以降はM14 というモデルナンバーが付与された。ミリタリー&ポリスのKフレームをベースとしたKターゲット・フレームを用いているほか、交換可能な角形照星（パートリッジ・サイト）を取り付けた6インチのリブドバレルと可動照門（S&W・アジャスタブル・マイクロ・クリック・サイト）を装備しているといった差異がある。
また1949年からは、これをもとに銃身を4インチに短縮するとともにフロントサイトを抜き撃ちに適したボーマン・クイック・ドロー型へと変更したコンバット・マスターピースも製作されており、M15のモデルナンバーが付された。1960年から1969年にかけてアメリカ空軍が相当数を購入したが、この最中の1962年には、M15をベースに2インチのヘビーバレルを装備したM56 KTX-38が試作された。また1972年からは、M15をベースに素材をステンレス鋼に変更したM67も製作されている。
この他、射撃競技用モデルではないが、カリフォルニア・ハイウェイ・パトロール向けの公用拳銃として1977年から1988年にかけて製造されていたM68もKターゲット・フレームを用いている。

#### .22LR

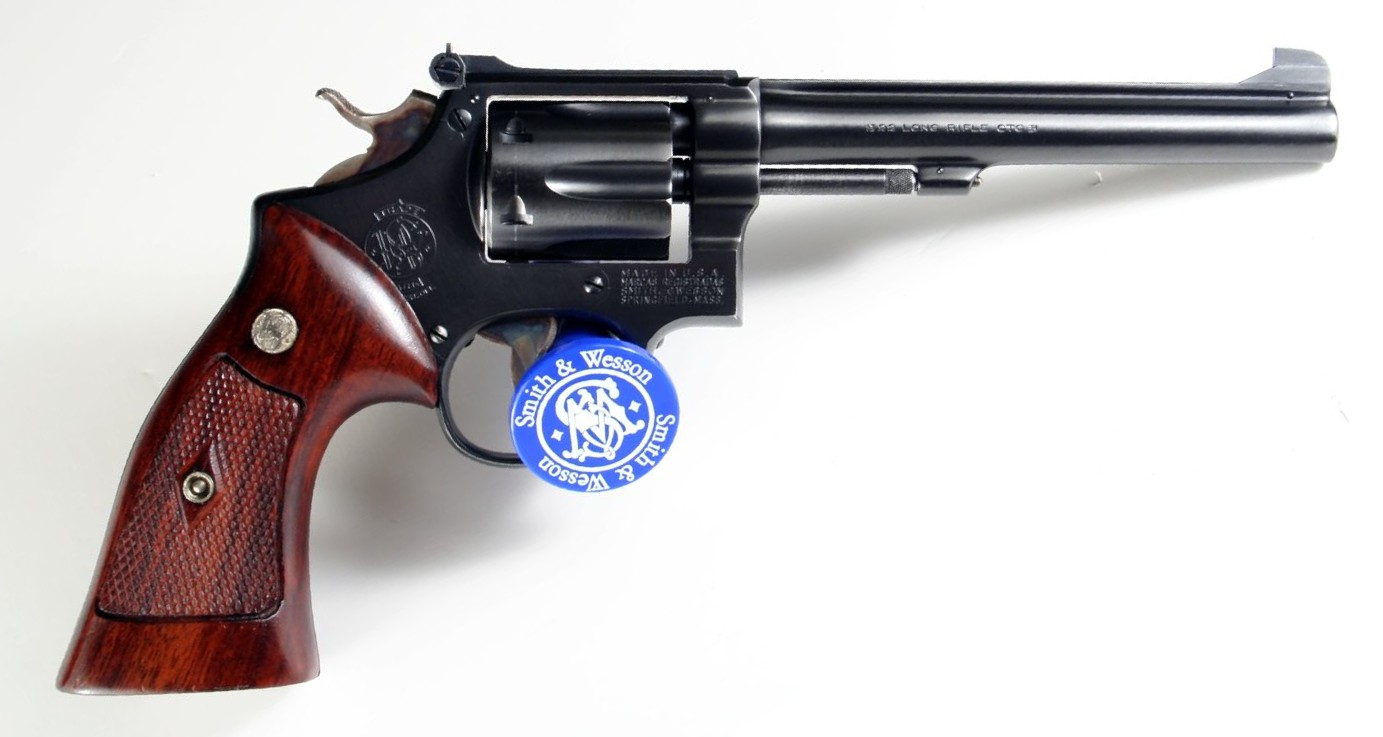
M14の.22LR弾版、M17

M17は、上記のM14を.22口径にした拳銃である。このM17を短銃身化したものがM18であり、どちらも使用弾薬は.22LR弾でニックネームはM17がK-22マスターピースでM18はK-22コンバットマスターピースとなっている。
なお、M17をベースにした10連発の.22口径カスタムリボルバーがアメリカでの射撃競技に使われている。

#### .22WMR

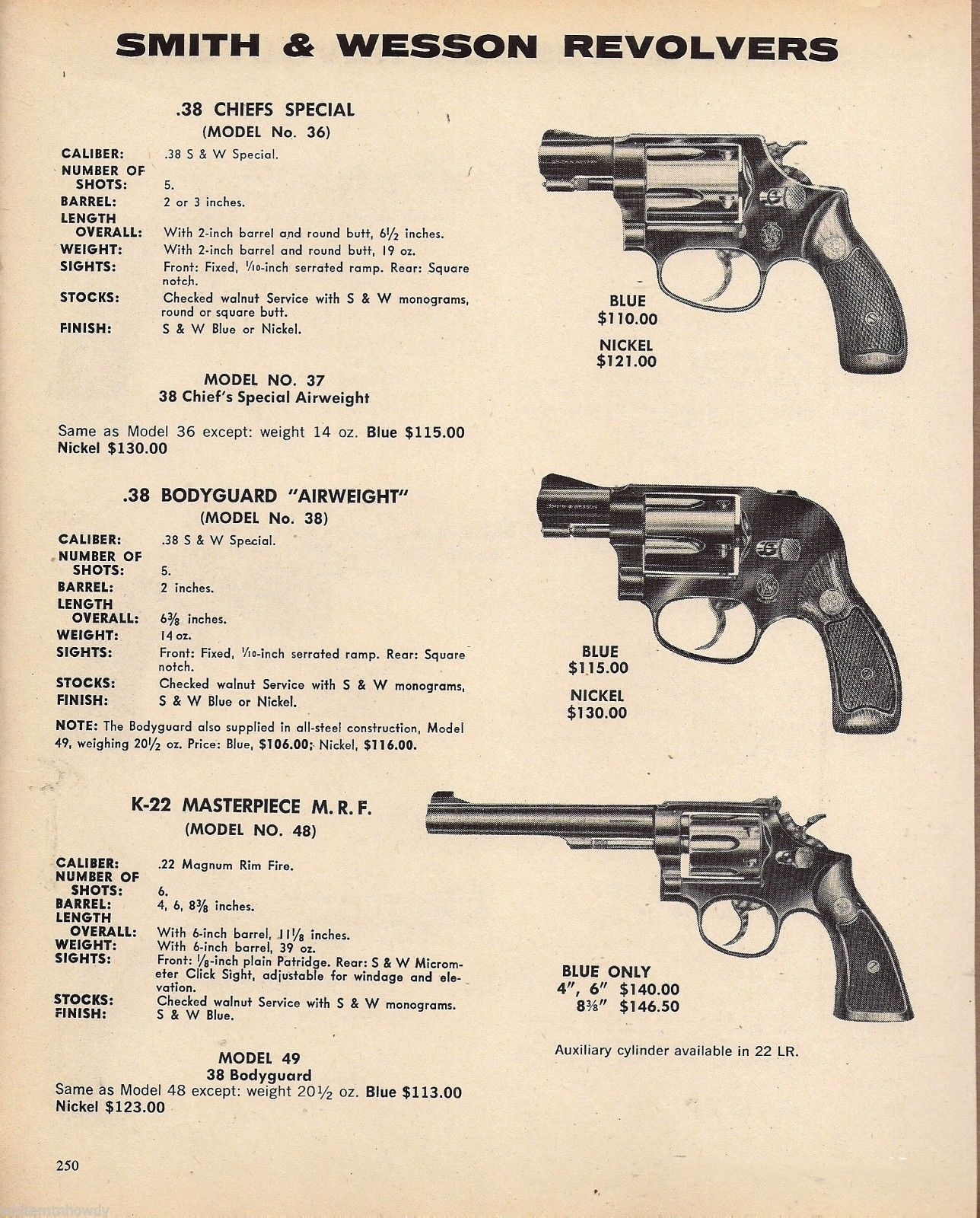
S&W M36シリーズとともに1976年にS&Wから発行されたカタログを飾るM14の.22WMR弾版、M48

M48は、上記のM14をM17と同様に.22口径にした拳銃であるが、使用する弾薬は.22WMR弾で1959年から製造された。
.22LRと.22WMRは同じ22口径で撃発方式も共にリムファイアであるものの.22WMRはマグナム弾の1種なので威力は.22LRよりはるかに高くM48のニックネームもK-22マスターピース・マグナムである。
1976年にS&Wから発行されたカタログに記載の通りS&Wでは.22WMR弾のことを｢.22 Magnum Rim Fire」(22マグナム・リム・ファイア)と呼んでいる。
1986年に一度製造終了したものの、その後再生産されている。

#### .32 S&W Long
M16は、上記のM14を.32口径にしたバージョンで使用弾薬は.32S&Wロング弾。
.32S&Wロング弾の人気低下により1983年に生産中止。

### 使用弾薬の違いによるバリエーション
ミリタリー&ポリスは.38スペシャル弾を使用するが、上記射撃競技用モデルで紹介した.22ロングライフル弾を使用するM17等の他にも異なる弾薬を使用するタイプが存在する。

#### .38-200

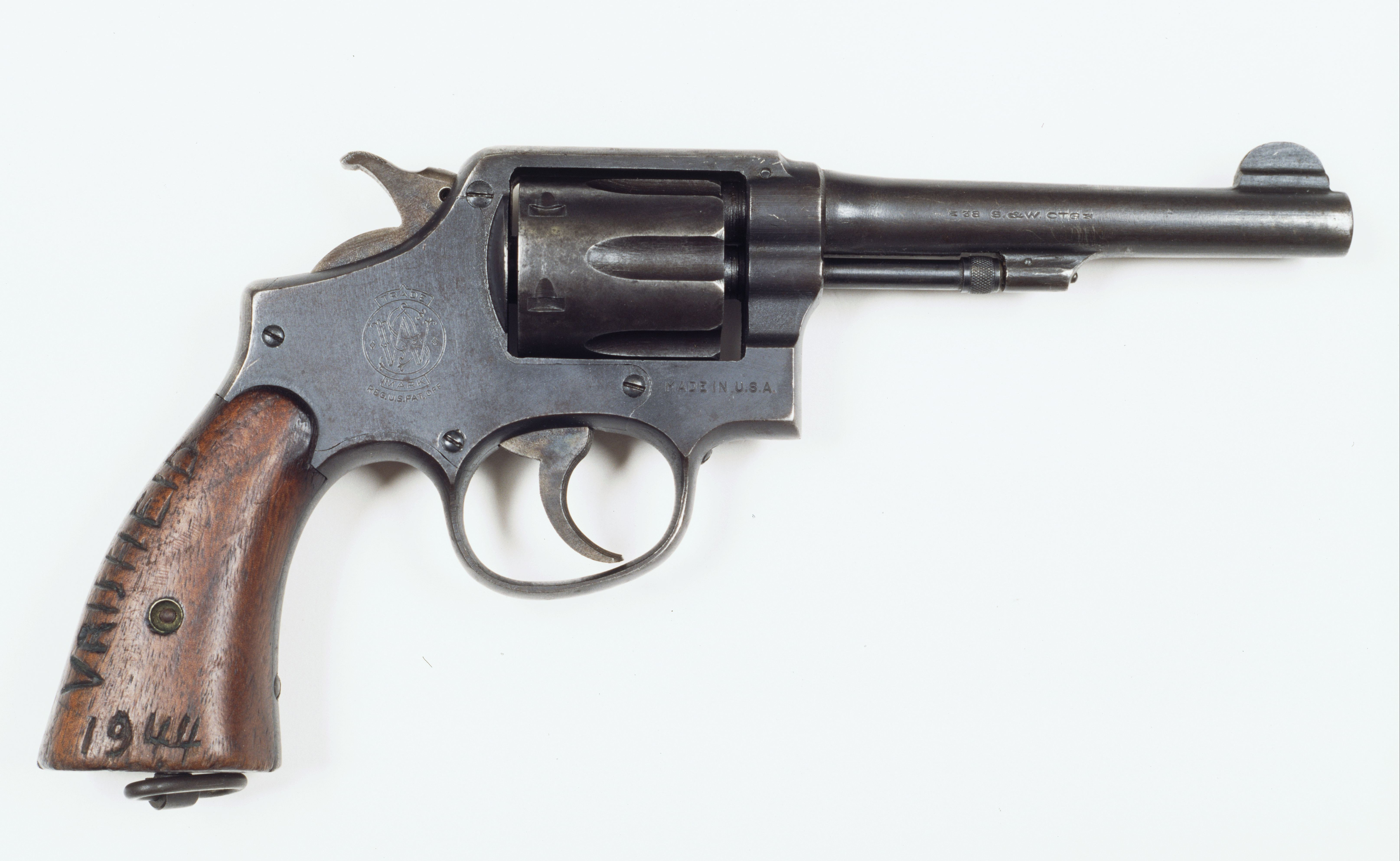
.38 S&W弾仕様。刻印が｢38 S&W｣となっている。この銃はオランダでレジスタンス運動を行っていた:nl:Tonny van Renterghemが使用。

イギリス軍で制式採用されていた.38-200弾（.38レギュラー弾）を使用するモデルも製作された。この弾薬は.38 S&W弾をもとに200グレインの弾頭を組み合わせたものであった。
第2次世界大戦中には、ビクトリーモデルをもとにしたモデルが開発された。これは、多くがレンドリース法に基づいてイギリスに供給されたことから、初期の生産品には"UNITED STATES PROPERTY"ないし"U.S. Property"と刻印されていたが、後には通常のビクトリーモデルと同様に変更された。
1940年から1945年にかけて568,204丁が生産された。
また戦後も生産が続けられ、1957年にはM11というモデルナンバーも付与されたが、.38-200弾そのものがあまり使われなくなっていったことから、1965年に生産終了となった。

#### .357マグナム

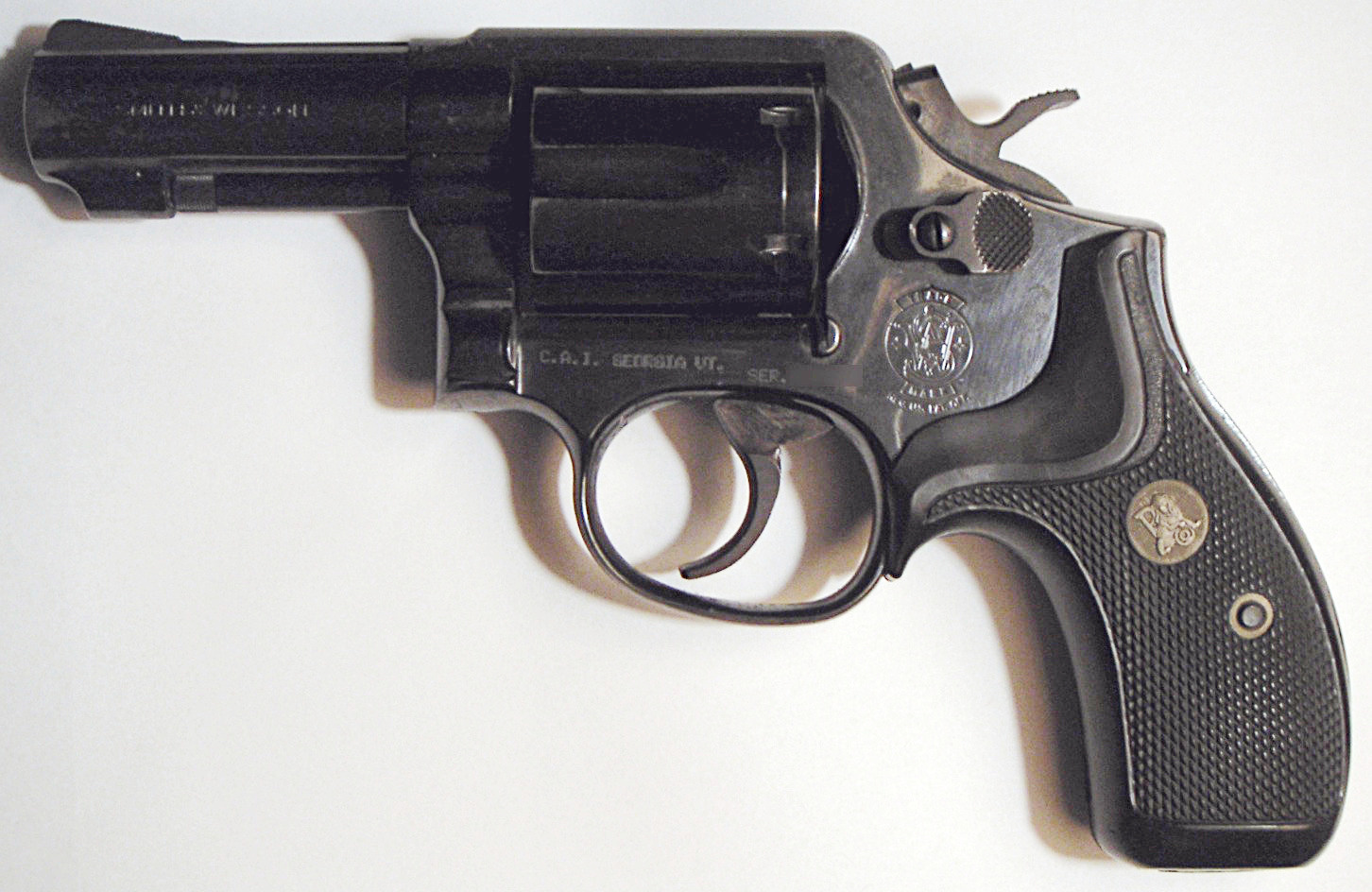
.357マグナム弾仕様のM13

ミリタリー&ポリスの.357マグナム弾仕様と位置づけられるのがM13で、.357マグナム・ミリタリー&ポリス・ヘビーバレル（.357 Magnum Military and Police Heavy Barrel）と称される。M10のうち、1962年に製作されたM10-6をベースとしており、ヘビーバレルを備える。1974年頃から1999年にかけて生産されていたが、既に1972年からはステンレス鋼モデルであるM65の生産が開始されていた。
連邦捜査局（FBI）では、SWAT隊員向けに導入したM19が好評であった一方、M10-6はそのままでは不評だったことから、生産開始直後の1974年にはM13の導入を開始した。これは捜査官にとって理想的な拳銃と評価され、自動拳銃の導入まで制式拳銃の地位を保った。
M13は1998年に、M65は2004年に生産終了となった。

#### .22LR
S&W社が製造した.22LR弾を使用するリボルバーは上記で紹介した射撃競技用モデルのK-22マスターピース(M17)にK-22コンバットマスターピース(M18)、M36と同様にJフレームを使用したM34が存在するが、M10にも.22LR弾仕様のモデルであるM45が製造された。
米国郵便公社向けの訓練用モデルとして製造されたため製造数は少なく、1948～78年までに1,500丁程度のみ製造。

#### 9x19mmパラベラム弾
9x19mmパラベラム弾仕様として開発されたのがM547であり、1980年頃から85年までに約10,270丁が製造された。
自動拳銃用の弾薬を使用するリボルバーはS&Wでも以前からM1917リボルバー等があるものの、排莢器(全弾発砲後にシリンダー内の薬莢を一度に排出するための機構)は自動拳銃用の弾薬であるリムレス弾に対応していないため発砲後の薬莢を排莢器で取り出すにはクリップが必要であったが、M547の排莢器はリムレス弾である9x19mmパラベラム弾をクリップ無しで使用できるように工夫がされていた。

### コピーモデル
ミリタリー&ポリスはスミス&ウェッソン以外のメーカーでもコピーモデルが製造されている。

#### 92 espagnol

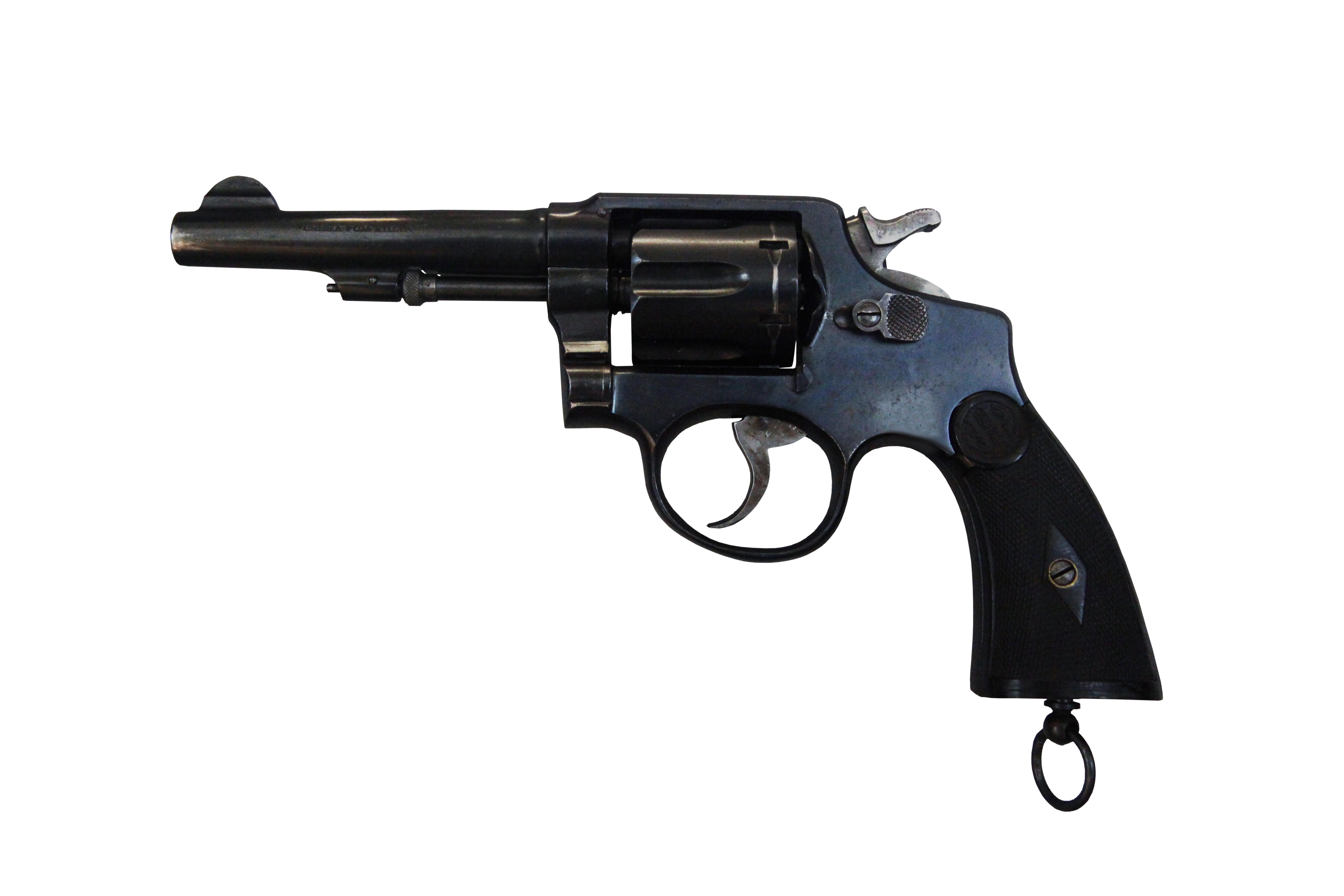
ミリタリー&ポリスのコピーモデル92 espagnol。刻印からオルベア社製と思われる

スペインで製造された92 espagnolと称されるリボルバーにコルトのポリス・ポジティブのコピーモデル等とともにミリタリー&ポリスのコピーモデルも存在している。
内部構造もほとんど同一であるがV字型スプリングを使用等若干異なる場所もある。()
フランス軍等に供給されており、第一次世界大戦等で使用されている。
92 espagnolはオルベア社等複数のメーカーで製造された。
(ちなみにオルベア社のHPにある沿革ページにもオルベア社製ミリタリー&ポリスのコピーモデルの写真が掲載)

## 運用史
「ミリタリー&ポリス」の名のとおり世界各国の軍隊や警察において広く使われ、現代リボルバーの原点となった拳銃である。アメリカの警察では、犯罪の凶悪化に伴って装弾数が多い自動拳銃が主流となり、本銃を含めたリボルバーは使われなくなっているが、現在でも香港の警察などでは現役である。日本の警察でも1949年より戦前の生産品やビクトリーモデルの貸与を受けて装備化しており（のちに譲渡に切替）、ニューナンブM60やS&W M37 エアーウェイト、サクラM360Jといった新規購入銃が増勢しているとはいえ、2000年代に入っても引き続き用いられているのが確認されている。
ナチスの政治家、ヘルマン・ゲーリングもミリタリー&ポリスを愛用していた。ゲーリングが所有していた拳銃は文様入りルガーP08が知られているが、第二次世界大戦前にハンブルクでミリタリー&ポリスを購入し、アメリカ軍の捕虜となった際も所有していた。現在、ゲーリングが所有していた元帥杖などとともにミリタリー&ポリスが展示されているが、説明文（ホルスター下の説明文が該当）にS&W ミリタリー&ポリスモデルと明記されており、前述の所有する経緯や捕虜になった際も保有していたことも明記されている。

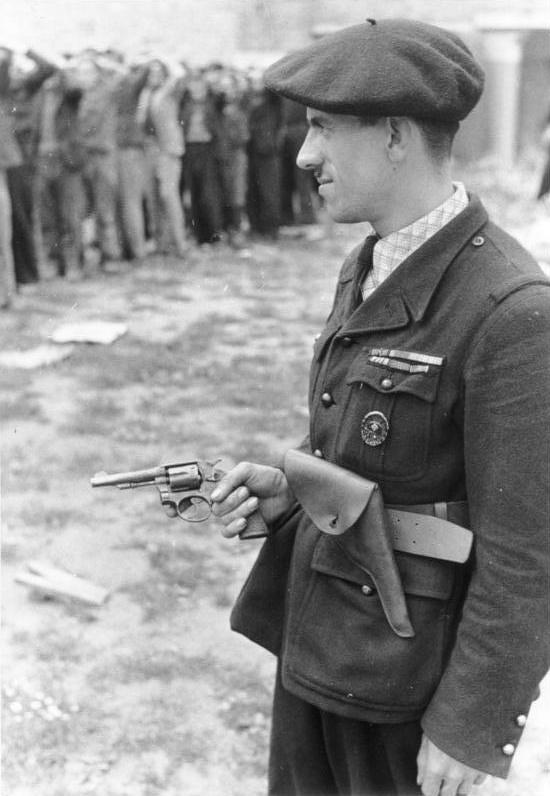
ミリタリー&ポリスのコピー、92 espagnolを所持したミリスの隊員（1944年）
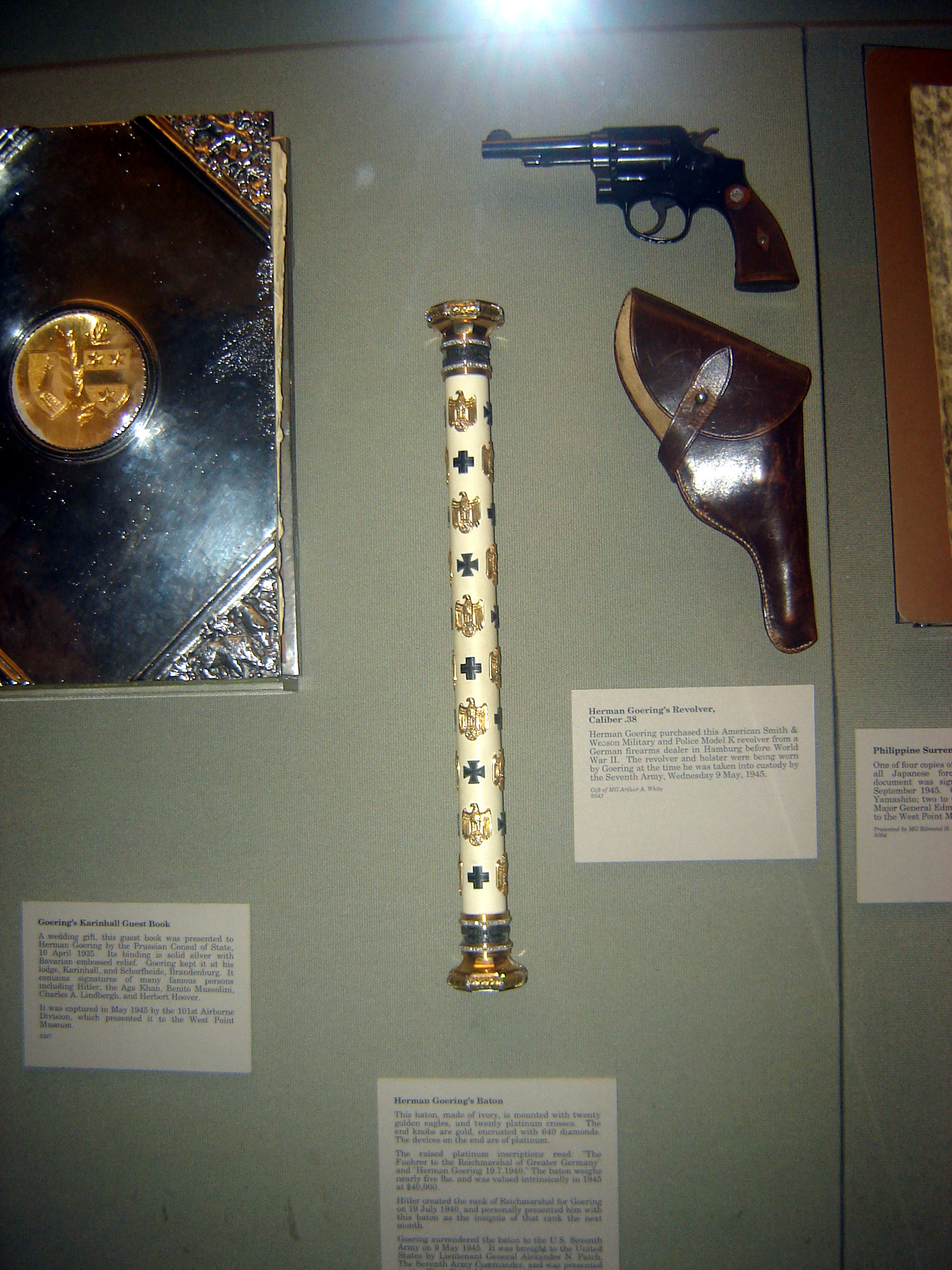
ゲーリングが所有していたミリタリー&ポリス。元帥杖等とともに飾られている。